# Brocourt
Brocourt és un municipi francès situat al departament del Somme i a la regió dels Alts de França. L'any 2007 tenia 101 habitants.

## Demografia

### Població

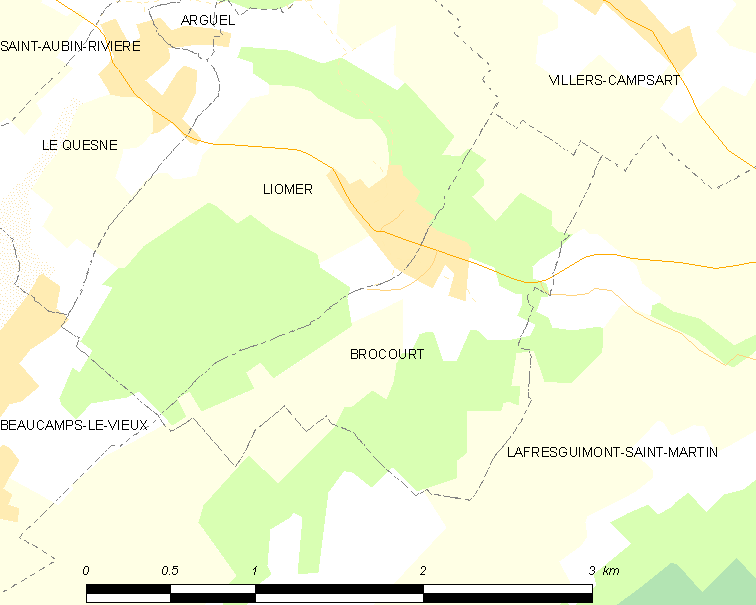
mapa del municipi

El 2007 la població de fet de Brocourt era de 101 persones. Hi havia 44 famílies de les quals 8 eren unipersonals (4 homes vivint sols i 4 dones vivint soles), 20 parelles sense fills, 12 parelles amb fills i 4 famílies monoparentals amb fills.
La població ha evolucionat segons el següent gràfic:
Habitants censats

### Habitatges

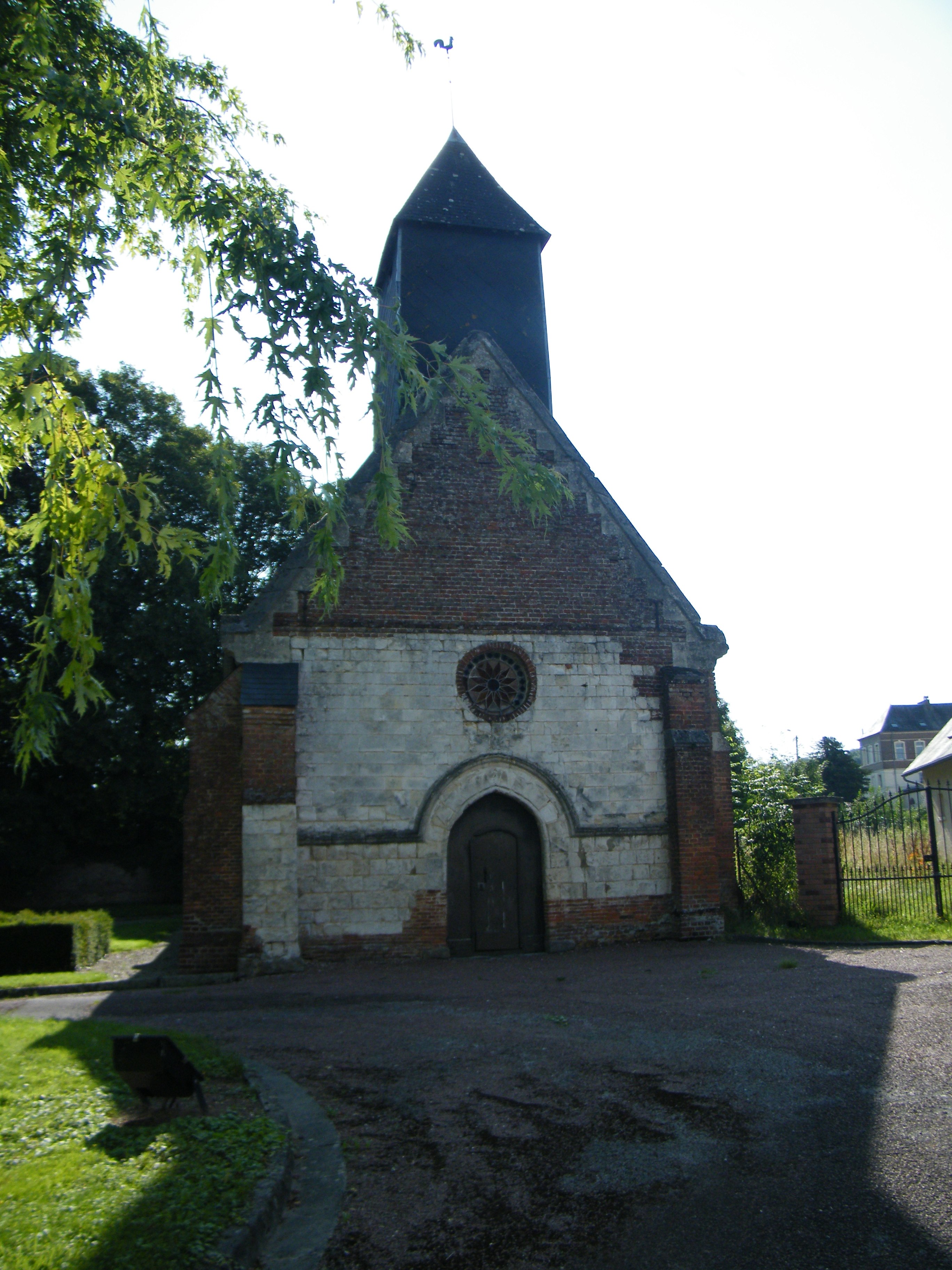
església

El 2007 hi havia 49 habitatges, 43 eren l'habitatge principal de la família, 3 eren segones residències i 3 estaven desocupats. Tots els 48 habitatges eren cases. Dels 43 habitatges principals, 29 estaven ocupats pels seus propietaris, 12 estaven llogats i ocupats pels llogaters i 2 estaven cedits a títol gratuït; 2 tenien dues cambres, 6 en tenien tres, 10 en tenien quatre i 25 en tenien cinc o més. 31 habitatges disposaven pel capbaix d'una plaça de pàrquing. A 23 habitatges hi havia un automòbil i a 17 n'hi havia dos o més.

### Piràmide de població
La piràmide de població per edats i sexe el 2009 era:
| Homes | Edats   | Dones |
| ----- | ------- | ----- |
| 0     | 95 o +  | 0     |
| 0     | 90 a 94 | 0     |
| 2     | 85 a 89 | 1     |
| 0     | 80 a 84 | 2     |
| 2     | 75 a 79 | 2     |
| 1     | 70 a 74 | 2     |
| 2     | 65 a 69 | 1     |
| 4     | 60 a 64 | 4     |
| 3     | 55 a 59 | 2     |
| 5     | 50 a 54 | 1     |
| 4     | 45 a 49 | 5     |
| 7     | 40 a 44 | 5     |
| 6     | 35 a 39 | 3     |
| 7     | 30 a 34 | 5     |
| 3     | 25 a 29 | 2     |
| 4     | 20 a 24 | 9     |
| 4     | 15 a 19 | 1     |
| 5     | 10 a 14 | 2     |
| 7     | 5 a 9   | 2     |
| 0     | 0 a 4   | 6     |

## Economia

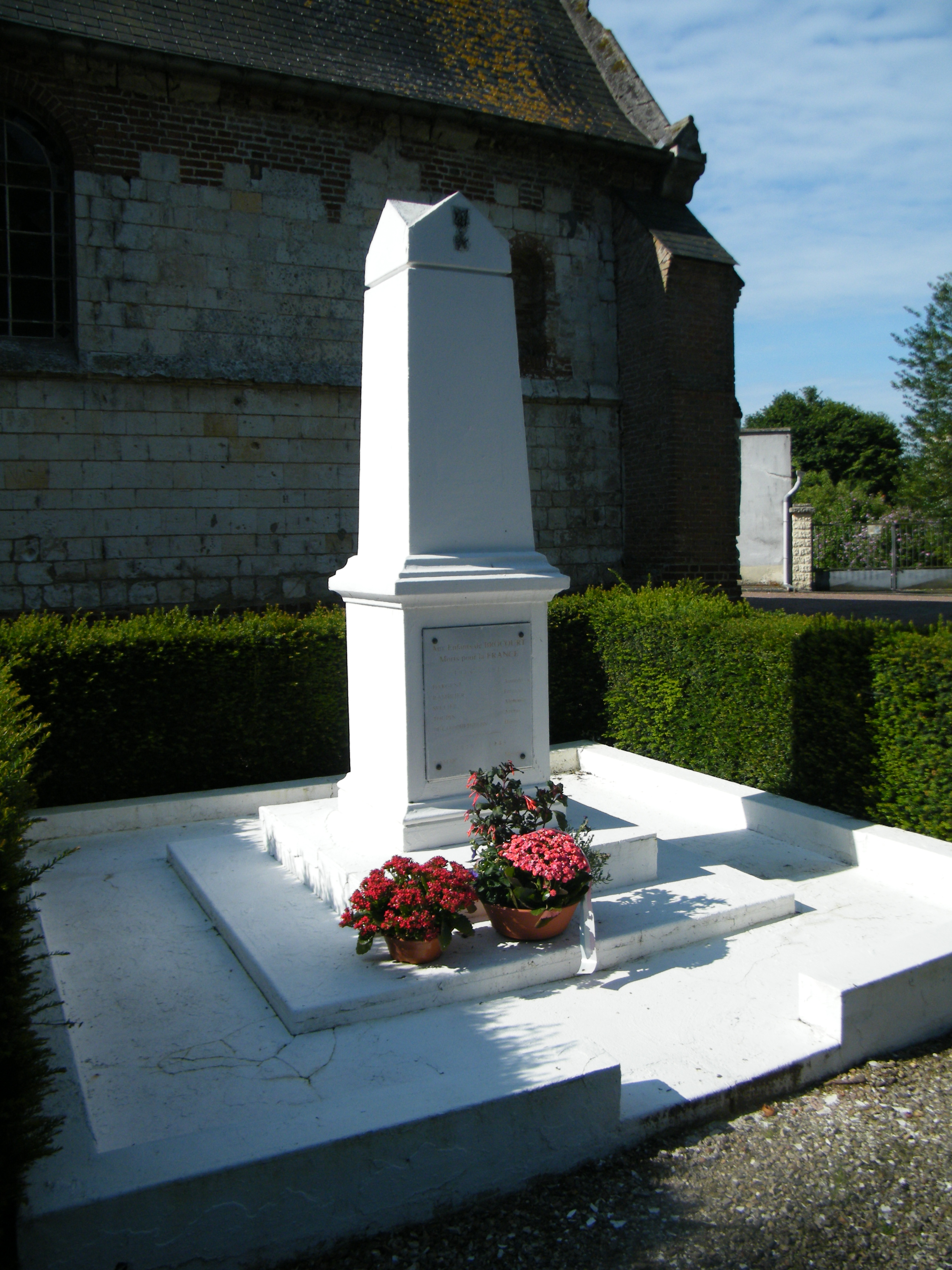

El 2007 la població en edat de treballar era de 72 persones, 50 eren actives i 22 eren inactives. De les 50 persones actives 46 estaven ocupades (25 homes i 21 dones) i 4 estaven aturades (1 home i 3 dones). De les 22 persones inactives 8 estaven jubilades, 7 estaven estudiant i 7 estaven classificades com a «altres inactius».
Activitats econòmiques

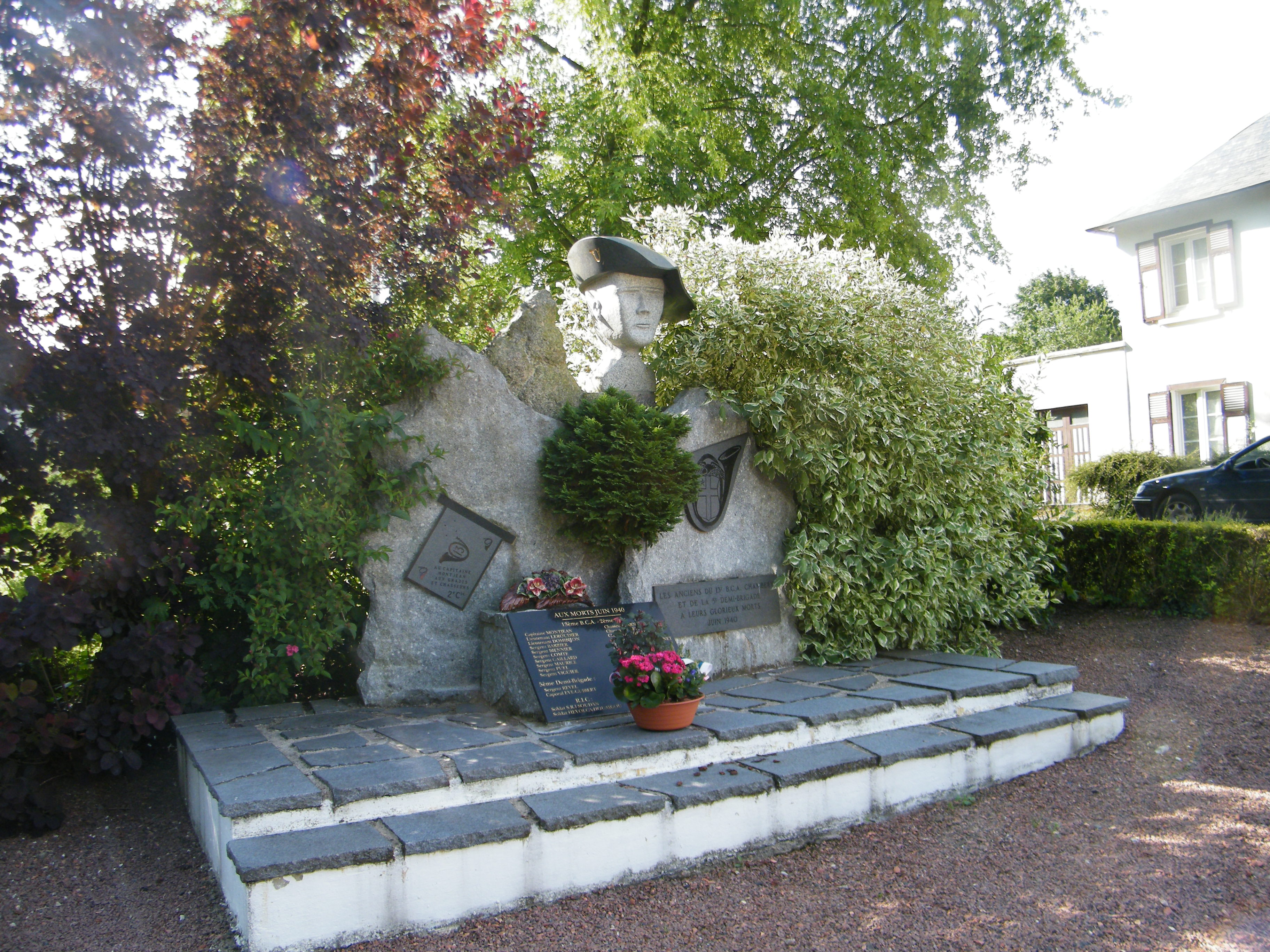

Els 2 establiments que hi havia el 2007 eren d'empreses de fabricació d'altres productes industrials.

## Poblacions més properes

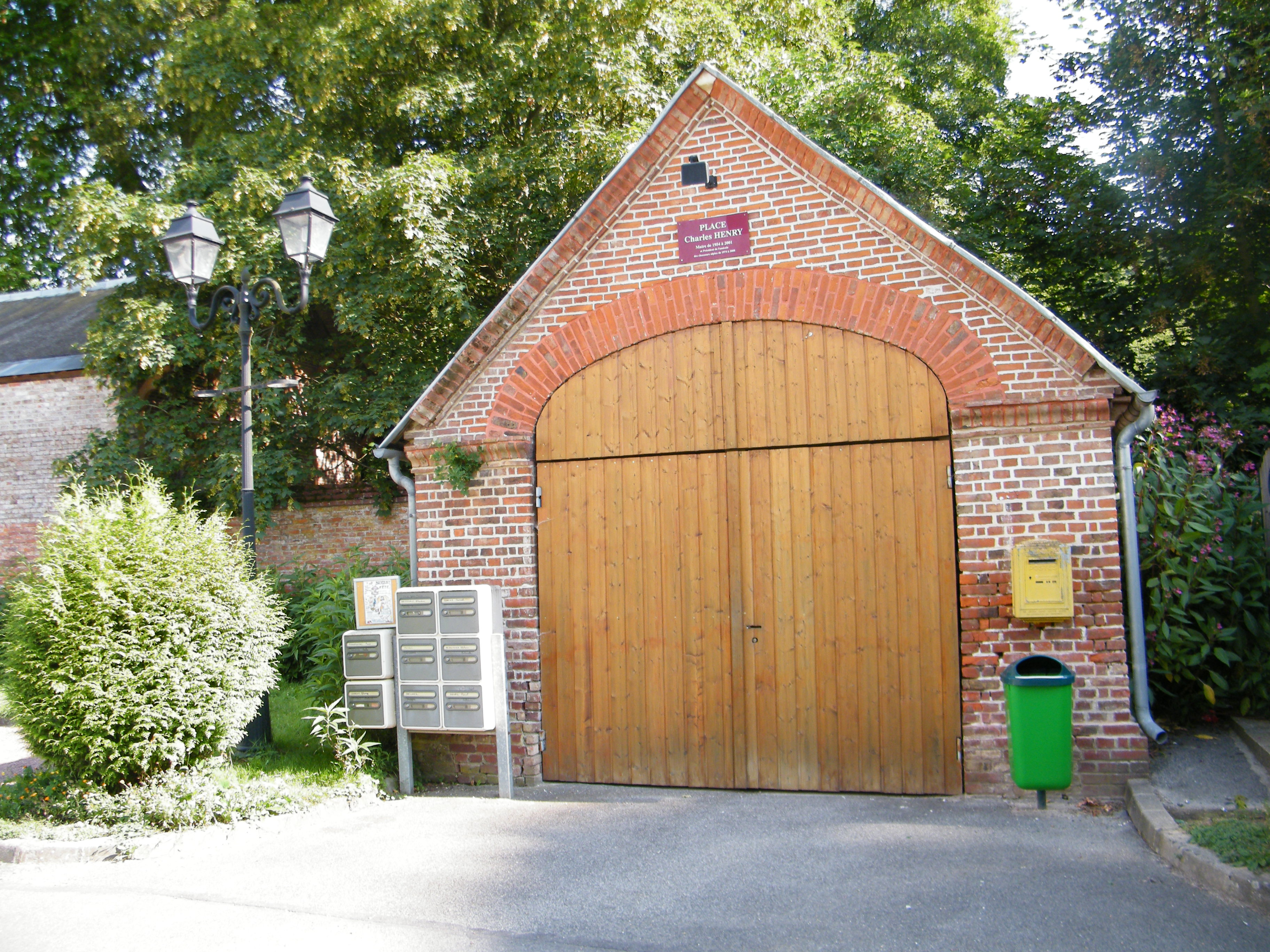

El següent diagrama mostra les poblacions més properes.